# پارادوکس ناظر
در علوم اجتماعی (و فیزیک و همینطور فیزیک تجربی) پارادوکس ناظر موقعیتی است که در آن، پدیده‌ی مشاهده‌شده ناخواسته تحت تأثیر حضور ناظر/پژوهشگر قرار می‌گیرد.

## در زبان‌شناسی
در حوزه‌ی زبان‌شناسی اجتماعی، اصطلاح پارادوکس ناظر توسط ویلیام لابوف ابداع شد که اظهارات وی در این مورد، چنین است:
هدف پژوهش زبانی در جامعه باید این باشد که بفهمیم مردم وقتی که به طور سیستماتیک تحت نظر نیستند، چگونه صحبت می‌کنند. با این حال، این داده‌ها را فقط با مشاهده‌ی سیستماتیک می‌توانیم  بدست آوریم. 
این اصطلاح به چالشی گفته می‌شود که زبان‌شناسان اجتماعی در حین فعالیت میدانی با آن مواجه می‌شوند، یعنی زمانی که عمل جمع‌آوری داده‌ها در حیطه‌ی گفتار طبیعی، با حضور خود پژوهشگر تضعیف می‌شود. زمانی که یک محقق میدانی تلاش می‌کند تا زبان روزمره‌ یک گوینده را در مصاحبه مشاهده کند گوینده با آگاهی از اینکه از گفتار او برای تحقیقات علمی استفاده خواهد شد احتمالاً یک گونه‌ی کاربردی رسمی را اتخاذ می‌کند. این روند داده‌هایی را تولید می‌کند که نماینده‌ گفتار رایج گوینده نیست و پارادوکس در این واقعیت نهفته است که اگر محقق حضور نداشت گوینده از زبان عامیانه‌ معمولیش استفاده می‌کرد.

## اثر هاثورن
این گونه از  این واژه از نام کارخانه‌ی هاثورن ورکز، کارخانه‌ای که توسط وسترن الکتریک ساخته شد، نام‌گذاری شده است، جایی که مهندسان بهره‌وری در دهه‌های ۱۹۲۰ و ۱۹۳۰ در تلاش بودند تا ببینند آیا بهبود شرایط کاری مانند روشنایی بهتر باعث بهبود عملکرد کارگران بخش تولید می‌شود یا خیر. مهندسان خاطرنشان کردند که وقتی شرایط کاری بهتری را در خط تولید فراهم کردند، راندمان افزایش یافت. اما زمانی که شرایط خط تولید را به شرایط اولیه بازگرداندند و کارگران را مشاهده کردند، کارایی آن‌ها دوباره افزایش یافت. مهندسان به این نتیجه رسیدند که صرفاً مشاهده‌ی کارگران کارخانه و نه تغییرات در شرایط خط تولید بود که کارایی اندازه‌گیری شده را افزایش داد. اصطلاح «اثر هاثورن» در سال ۱۹۵۵ توسط هنری ای. لندزبرگر ابداع شد. بسیاری از محققان بر این باورند که شواهد مبنی بر وجود اثر هاثورن اغراق‌آمیز هستند.

## موارد بیشتر
- در فتوژورنالیسم و عکاسی مستند ، عکاس اغلب سعی می‌کند از عکس‌هایی که به‌نظر می‌آیند ژست‌شده یا صحنه‌ای هستند، اجتناب کند.
- در مکانیک کوانتومی‌، گربه شرودینگر یک آزمایش فکری است که به موضوع عدم تعین کوانتومی می‌پردازد.
- اثر ناظر (ابهام زدایی)
- اصل عدم قطعیت هایزنبرگ
- فهرست پارادوکس‌ها

## برای مطالعه‌ی فراتر
- جی کی چمبرز، نظریه‌ی اجتماعی -زبانی
- پاتریشیا کوکور آویلا، "بازبینی پارادوکس ناظر". American Speech 75.3 (2000) 253-254
- ویلیام لبوف، " چند گام بیشتر در تحلیل روایت "
- ویلیام لبوف، طبقه بندی اجتماعی (r) در فروشگاه های بزرگ شهر نیویورک